# Mus pahari
Mus pahari là một loài động vật có vú trong họ Chuột, bộ Gặm nhấm. Loài này được Thomas mô tả năm 1916.
Loài này sinh sống ở Ấn Độ, Trung Quốc, Lào, Thái Lan, Việt Nam.